# フランシス・グレイ (第14代グレイ卿)
第14代グレイ卿フランシス・グレイ（英語: Francis Gray, 14th Lord Gray FRS FRSE FSA Scot、1765年9月1日 – 1842年8月20日）は、スコットランドの貴族、政治家、地主。

## 生涯

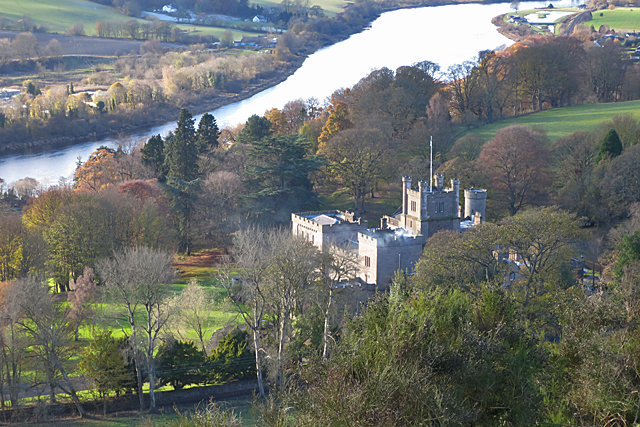
グレイ卿の居城であるキンファウンズ城、2017年撮影。

第11代グレイ卿ジョン・グレイとマーガレット・ブレア（Margaret Blair、1720年8月6日 – 1790年1月23日、アレクサンダー・ブレアの娘）の息子として、1765年9月1日に生まれた。
1793年、少佐としてブレーダルベイン国防部隊という民兵隊に入隊した。
1807年12月12日に兄ウィリアム・ジョンが死去すると、グレイ卿の爵位を継承した。また、同年から1810年までスコットランド郵政副長官を務め、1812年から1841年8月までスコットランド貴族代表議員を務めた。議員としてはトーリー党に所属した。
1812年にエディンバラ王立協会フェローに、1816年2月15日に王立協会フェローに選出された。1815年から1823年までエディンバラ王立協会副会長を務めたほか、スコットランド考古協会フェローにも選出され、1819年から1823年まで同協会の会長を務めた。また、パースシャー文学考古協会（Perthshire Literary and Antiquarian Society）の創設者の1人だった。
建築家のロバート・スマークにキンファウンズ城の再建を依頼（1820年 – 1822年）、1825年7月にはウィリアム・トロッターに家具の製造を依頼した。
1842年8月20日にキンファウンズ城で死去、長男ジョンが爵位を継承した。

## 家族
1794年2月17日、メアリー・アン・ジョンストン（Mary Anne Johnstone、1858年12月31日没、ジェームズ・ジョンストンの娘）と結婚、2男3女をもうけた。
- ジョン（1798年 – 1867年） - 第15代グレイ卿
- マデリーナ（1799年 – 1869年） - 第16代グレイ女卿
- ウィリアム（1801年4月10日 – 1802年3月）
- マーガレット（1802年12月10日 – 1822年4月24日） - 1820年6月20日、ジョン・グラント（John Grant）と結婚、子供あり。第17代グレイ女卿マーガレット・マレー（旧姓グラント）の母
- ジェーン・アン（1806年7月24日 – 1873年3月4日） - 1834年4月17日、チャールズ・フィリップ・エインズリー（Charles Philip Ainslie）と結婚。1843年に離婚